# Färöische Volksabstimmung 1946
In der färöischen Volksabstimmung am 14. September 1946 wurde über den künftigen Status der Inselgruppe der Färöer als Teil Dänemarks bzw. der Loslösung von Dänemark abgestimmt. Eine knappe Mehrheit von 5660 gegen 5499 Stimmen votierte für Option 2 (Unabhängigkeit); jedoch gab es wegen der 481 ungültigen Stimmen keine absolute Mehrheit. Die Wahlbeteiligung lag bei 67,5 %. Die dänische Regierung sowie die Mehrheit im Løgting erkannten die Volksabstimmung nicht an. Als Kompromiss wurde 1948 die Autonomie der Färöer beschlossen.

## Vorgeschichte
Während der britischen Besetzung der Färöer im Zweiten Weltkrieg war die Verbindung zwischen den Inseln und Kopenhagen unterbrochen, und die Inseln wurden quasi unter den färöischen Gremien selbstregiert. Die schon lange existierende färöische Selbständigkeitsbewegung bekam wachsende Unterstützung. Während dieser Zeit konnte die Volkspartei (Fólkaflokkurin) eine provisorische färöische Regierung – zwar immer noch in Zusammenarbeit mit dem dänischen Amtsmann – durchsetzen, an der die Partei selbst zunächst nicht beteiligt war. Bei den Wahlen 1943 gewann die Partei zum ersten Mal die relative Mehrheit. Einfluss hatte die Situation in Island, das seit 1262 unter norwegischer und seit 1380 dänischer Herrschaft war und 1918 ein souveränes Königreich in Personalunion mit Dänemark wurde, das sich nach einer Volksabstimmung 1944 als Republik ausrief.
Von der Kopenhagener Regierung wurde nach der Befreiung Dänemarks von der deutschen Besatzung der Vorschlag einer bedingten Autonomie gemacht, wobei auf den Färöer die Befürworter und Gegner dieses Vorschlags sich in nahezu gleicher Stärke gegenüber standen, was sich bei der Løgtingswahl 1945 zeigte.

## Volksabstimmung
Am 9. Mai 1946 beschloss das Løgting eine Volksabstimmung, die am 14. September des Jahres stattfand.
Auf dem Wahlzettel standen zwei Antwortoptionen:
1. Wollen Sie, dass der Vorschlag der dänischen Regierung in Kraft tritt?
2. Wollen Sie, dass es zu einer Loslösung der Färöer von Dänemark kommt?

Dieser Wahlzettel wurde gegen den Widerstand der Fólkaflokkurin durchgesetzt, die davon ausging, dass die Option der totalen Loslösung nicht mehrheitsfähig und praktikabel sei. Sie stritt für eine erweiterte Autonomie. Als nun die Wahlmöglichkeiten feststanden, appellierte sie an das Volk, die Stimmzettel ungültig zu machen, indem sie bei Antwortoption 1 „Nein“ hinschreiben. Das Ergebnis der ungültigen Stimmen zeigt den geringen Erfolg dieses Boykottaufrufs, der freilich von den Parteigängern der Fólkaflokkurin als dennoch klares Votum gegen den Vorschlag der dänischen Regierung angesehen wurde.

### Ergebnis der Volksabstimmung
| Region        | Regierungsvorschlag | Regierungsvorschlag | Loslösung | Loslösung | Ungültig | Ungültig | Wähler | Berechtigte | Beteiligung |
| ------------- | ------------------- | ------------------- | --------- | --------- | -------- | -------- | ------ | ----------- | ----------- |
| Nordinseln    | 398                 | 28,1 %              | 954       | 67,3 %    | 65       | 4,6 %    | 1.417  | 2.220       | 63,8 %      |
| Eysturoy      | 1.372               | 54,4 %              | 1.051     | 41,6 %    | 101      | 4,0 %    | 2.524  | 3.854       | 65,5 %      |
| Nord-Streymoy | 544                 | 45,2 %              | 621       | 51,6 %    | 38       | 3,2 %    | 1.203  | 1.679       | 71,6 %      |
| Vágar         | 434                 | 40,0 %              | 616       | 56,7 %    | 36       | 3,3 %    | 1.086  | 1.485       | 73,1 %      |
| Süd-Streymoy  | 673                 | 31,7 %              | 1.309     | 61,7 %    | 138      | 6,5 %    | 2.120  | 3.323       | 63,8 %      |
| Sandoy        | 286                 | 36,5 %              | 465       | 59,4 %    | 32       | 4,1 %    | 783    | 1.053       | 74,4 %      |
| Suðuroy       | 1.783               | 71,6 %              | 640       | 25,7 %    | 68       | 2,7 %    | 2.491  | 3.602       | 69,2 %      |
| Gesamt        | 5.490               | 47,2 %              | 5.656     | 48,7 %    | 478      | 4,1 %    | 11.624 | 17.216      | 67,5 %      |

### Auswirkungen
Der Sprecher des Løgting, Thorstein Petersen von der Fólkaflokkurin, erklärte die Färöer-Inseln am 18. September 1946 für unabhängig, konnte dafür im Løgting aber keine Mehrheit erreichen, da die Parteien Sambandsflokkurin und Javnaðarflokkurin dem nicht zustimmten. Am 25. September 1946 teilte der dänische Präfekt dem Løgting mit, dass der dänische König den Løgting aufgelöst habe und Neuwahlen wünsche.
Bei der Løgtingswahl am 8. November 1946 konnten die politischen Parteien, die den Verbleib im dänischen Königreich befürworteten, ihren Stimmenanteil erhöhten und eine Koalition bilden. Auf dieser Grundlage lehnte Dänemark weiter die Anerkennung der Volksabstimmung ab und entließ die Färöer nicht in die Unabhängigkeit, trat aber in Verhandlungen ein. Es wurde in der Folge ein Kompromiss geschlossen und das Folketing gewährte im Autonomiegesetz vom 31. März 1948 weitgehende Selbständigkeit. Der Status der Färöer als dänisches Amt wurde damit beendet. Die Färöer erhielten ein hohes Maß an Selbstverwaltung, unterstützt durch einen finanziellen Zuschuss Dänemarks, um die Ausgaben der Inseln für dänische Dienstleistungen zu kompensieren.
Dieser Status wurde 1953 auch in der revidierten dänischen Verfassung festgeschrieben. Die Nation der Färinger wurde damit völkerrechtlich anerkannt. Auch heute noch besteht in einigen Aspekten der bilateralen Beziehungen zu Dänemark Interpretationsbedarf.